# Walther Meinig
Arthur Walther Meinig (* 27. Oktober 1902 in Dresden; † 29. Dezember 1987 in Freiburg im Breisgau) war ein deutscher Maler und Grafiker.

## Leben und Werk
Meinig, Sohn des Schriftsetzers Otto Arthur Meinig, studierte von 1927 bis 1929 an der Akademie für bildenden Künste in Dresden, u. a. bei Richard Müller. Danach arbeitete er in Meißen als Lehrer. Daneben betätigte er sich künstlerisch. Seinen Wohnsitz hatte er im Haus Freiheit 6. In der Zeit des Nationalsozialismus war Meinig Mitglied der Reichskammer der bildenden Künste. Es ist jedoch lediglich 1934 und 1935 die Teilnahme an den Sächsischen Kunstausstellungen in Dresden belegt.
Von 1940 bis 1945 war Meinig als Soldat der Wehrmacht im II. Weltkrieg. Nachdem er 1945 aus dem Lehramt entlassen worden war, arbeitete er als freiberuflicher Maler und Grafiker in Meißen. 1948 wurde er Mitglied der Dresdener Künstlergruppe „Das Ufer“. Ab 1949 gehörte er dem Verband Bildender Künstler der DDR an.
In dieser Zeit entstanden neben gebrauchsgrafischen Auftragsarbeiten zum Broterwerb vor allem Öl- und Aquarellbilder der Landschaft um Meißen und Arbeitsdarstellungen. 1949 schuf er im Rahmen der „Wandbildaktion“ für die 2. Deutsche Kunstausstellung in Dresden mit Rudolf Bergander und Franz Nolde das Wandbild Meißen-Keramik. 1949 und 1952 erhielt Meinig den Kunstpreis der Stadt Meißen.
1952 verließ er die DDR und ging er nach Freiburg/Breisgau, wo er weiter als freischaffender Künstler tätig war, vor allem als Landschafts- und Blumenmaler.
Werke Meinigs befinden sich u. a. in der Dresdener Galerie Neue Meister, im Stadtmuseum Meißen, im Museum für Neue Kunst, Freiburg/Breisgau, in der Kreiskunstsammlung des Landkreises Breisgau-Hochschwarzwald, im Museum für Stadtgeschichte Breisach am Rhein, im Dreiländermuseum Lörrach und im Museum am Lindenplatz in Weil am Rhein.

## Fotografische Darstellung Meinigs
- Heinz Märker: Walter Meinig bei der Arbeit (Fotografie)[6]

## Werkbeispiele

### Tafelbilder
- Stillleben mit Trauben (Öl, um 1920/1930)[7]
- Elbwinter (Öl; 1948; ausgestellt 1949 auf der Zweiten Deutschen Kunstausstellung)[8]
- Burgberg Meißen (Öl, 1948; im Bestand des Stadtmuseums Meißen)[9]
- Produktion (Gouache, 1949)[10]
- Auf dem Rummelplatz (Öl, 1950)[11]
- Modistin (Öl; 1951 ausgestellt auf der Ausstellung der Gruppe „Das Ufer“)[12]
- Für Frieden und Freiheit (1951; mit Herbert Aschmann; im Bestand der Dresdner Galerie Neue Meister)[13]
- Elbbrücke bei Riesa (Öl, 1952; im Bestand des Stadtmuseums Meißen)[14]

### Aquarelle
- Porzellanarbeiter (1951 ausgestellt auf der Ausstellung der Gruppe „Das Ufer“ in Dresden)[15]
- Schneeschmelze auf dem Feldberg/Bärental[16]
- Gärten vor Haslach (Aquarell, um 1970; im Bestand der Kreiskunstsammlung des Landkreises Breisgau-Hochschwarzwald)[17]

### Druckgrafik (Auswahl)
- Soldatenlieder (Monotypie, um 1920)[18]
- Schreitende Fahnenträger (Monotypie, um 1920)[19]

## Ausstellungsbeteiligungen (unvollständig)

### Ausstellungen der Gruppe „Das Ufer“
- 1947: Dresden, Betriebsausstellung in der Landesdruckerei Sachsen
- 1951: Wanderkunstausstellung durch Westsachsen
- 1951: Dresden, Staatliche Kunstsammlungen

### Weitere Gruppenausstellungen in der DDR
- 1949: Dresden, 2. Deutsche Kunstausstellung
- 1949: Berlin, „Mensch und Arbeit“
- 1951: Berlin, „Künstler schaffen für den Frieden“
- 1952: Meissen, Stadtmuseum, „6. Meissner Kunstausstellung. 10 Jubilare stellen aus.“